# 蒙古死亡蠕蟲
蒙古死亡蠕蟲（英語：Mongolian Death Worm；當地語言稱為：蒙古語：；，意为“大肠虫”）被描述為一種常出沒於沙漠中的像蛇一樣在地上爬行的蠕蟲狀生物；顏色通常为紅色、长約5英尺（约1.5米），外形如同牛肠、頭尾兩端分布有尖刺。據說該種蠕蟲可以向數英尺外的地方噴毒，還會放電。
伊凡·馬克勒是一支捷克研究團隊的領導人，曾針對這種蠕蟲展開三次搜尋行動；在搜尋行動中嘗試使用高性能炸藥將這種蠕蟲從沙漠中引出，但并未成功。2004年，他利用低空飛行拍攝戈壁沙漠，但仍無法讓他成功拍攝到任何蠕蟲存在的證據。

## 流行文化
蒙古死亡蠕虫的描述与形象来自塔佐蠕虫并受到1984年电影《 Dune 》（译沙丘魔堡或沙丘）的形象影响。
英國小說《哈比人歷險記》裡提及的一種生物「食地蟲」（Wereworms）被懷疑可能受到蒙古死亡蠕虫傳說的影響，因為在小說作者J·R·R·托爾金原來的草稿裡提到了戈壁沙漠。《Q版特工》第21集：葬秘也提到其。

## 外部連結

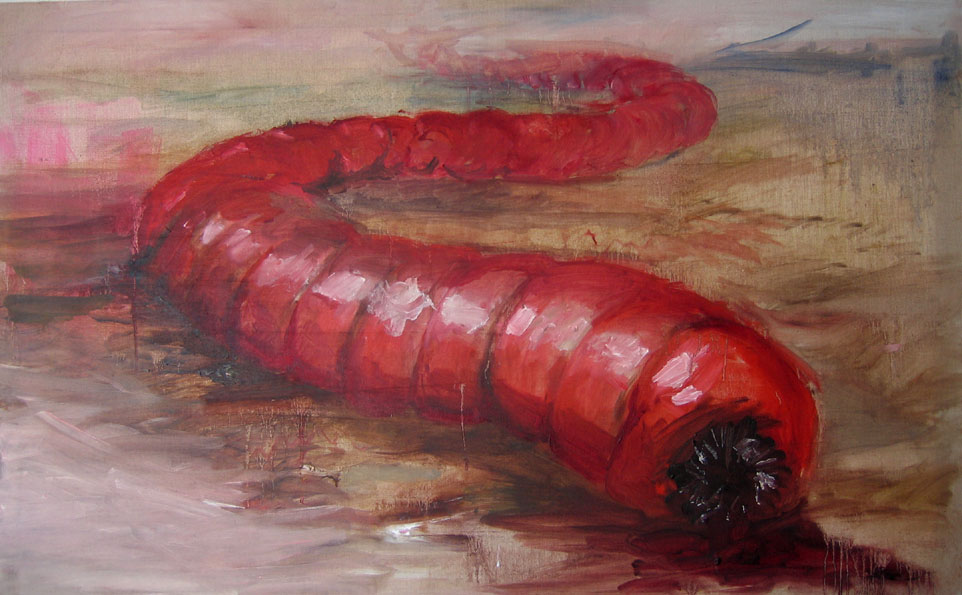
蒙古死亡蠕蟲。

- The Mongolian Death Worm: Original Theories （页面存档备份，存于）（英文）
- 2005 general update （页面存档备份，存于）（英文）